# Hans Rahner
Hans Rahner (* 28. März 1905 in Wien; † 1. Dezember 2008 in Bad Segeberg) war ein österreichischer Komponist, Arrangeur und Pianist sowohl von klassischer als auch von Unterhaltungsmusik.
Selbst Sohn einer Pianistin, studierte Rahner sowohl am Wiener Konservatorium, bei Bruno Walter, als auch Wärmetechnik an der technischen Hochschule, sodass er zunächst 15 Jahre als Ingenieur arbeitete. Nach Kriegsende kehrte er zur Musik zurück und wurde Ballett-Korrepetitor an der Wiener Staatsoper, wo er seine spätere Ehefrau, die Schauspielerin Herta Staal (1930–2021), kennenlernte. Danach war er künstlerischer Leiter eines Düsseldorfer Musical-Hauses und hatte diverse Radioengagements bei der RAVAG, dem Sender Rot-Weiß-Rot und dem RIAS. 1952 begann seine Hamburger Zeit beim Thalia Theater.
Er veröffentlichte zahlreiche Film- und Fernsehkompositionen unter anderem für Peter Alexander, seinen Trauzeugen, und Udo Jürgens und begleitete Lale Andersen und Theo Lingen am Klavier. Mehr als 150 Lieder und alleine 70 Schallplatten mit seiner Frau zeugen von seinem Schaffen. Beim Musikverlag Doblinger gab er eigene Klavierbearbeitungen von klassischer Orchester- und Opernmusik heraus. Zuletzt war er dem Publikum bekannt als „ältester aktiver Barpianist der Welt“, der nach Engagements im Hotel Atlantic und dem Restaurant Insel am Rotherbaum ab 1980 bis über seinen 100. Geburtstag hinaus anfangs fünf Abende die Woche, später zwei, dann einen, in einem Restaurant der Mövenpickgruppe im Hamburger Hanseviertel auftrat.
Er wohnte zuletzt in Norderstedt und in Bad Segeberg.